# Mircea Sfetescu
Mircea Sfetescu (* 1905 in Bukarest; † unbekannt) war ein rumänischer Rugbyspieler.

## Erfolge
Mircea Sfetescu nahm an den Olympischen Sommerspielen 1924 in Paris teil, bei deren Rugbywettbewerb lediglich drei Mannschaften im Stade Olympique in Colombes antraten. In der ersten Partie gegen Frankreich unterlagen die Rumänen, nach unterschiedlichen Angaben, mit 3:63 oder 3:59, die einzigen Punkte erzielte Teodor Florian. Tags darauf verlor die rumänische Nationalmannschaft mit 0:37 auch die Begegnung gegen die Vereinigten Staaten. In den beiden Partien kam er auf den Positionen des Innendreiviertels zum Einsatz. Trotz der beiden klaren Niederlagen erhielten die Rumänen mangels weiterer teilnehmender Mannschaften als Drittplatzierte die Bronzemedaille und gewannen damit die erste Medaille in Rumäniens olympischer Geschichte. Neben Sfetescu gehörten noch Dumitru Armășel, Teodor Florian, Gheorghe Benția, Ion Gîrleșteanu, Nicolae Mărăscu, Teodor Marian, Sorin Mihăilescu, Paul Nedelcovici, Iosif Nemeș, Soare Sterian, Atanasie Tănăsescu, Mihai Vardală, Paul Vidrașcu, Dumitru Volvoreanu und sein Bruder Eugen Sfetescu zur Mannschaft.
In Rumänien spielte Sfetescu für den Bukarester Verein AP Stadiul Român und bestritt zwischen 1924 und 1927 insgesamt vier Partien für die Nationalmannschaft. Seine beiden übrigen internationalen Partien absolvierte er 1927 gegen Deutschland und die Tschechoslowakei.